# 상가이 국립공원

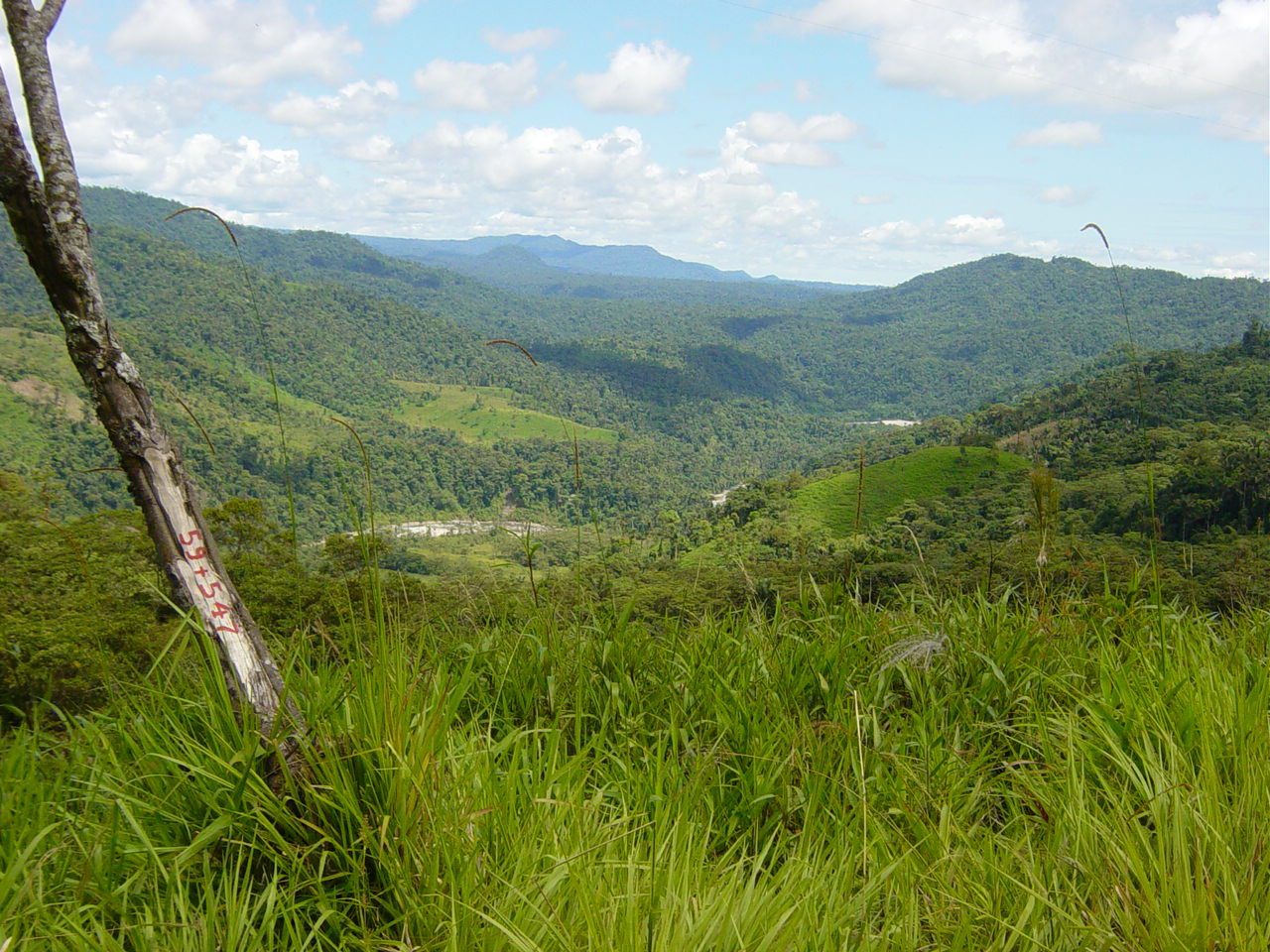

상가이 국립공원(Sangay National Park, 스페인어: Parque Nacional Sangay)은 에콰도르의 모로나산티아고주, 침보라소주, 퉁구라우아주, 카냐르주, 아수아이주에 위치한 국립공원이다. 이 공원은 2개의 활화산인 퉁구라우아산과 상가이산이 위치해 있다. 해발 900~5319미터 높이이며 빙하, 화산, 열대우림, 운무림, 습지대, 초원 등이 밀집해있다.
복잡한 생태, 지리, 그리고 뛰어난 생물다양성으로 인해 이 공원은 1983년부터 유네스코 세계유산으로 등재되고 있다. 그러나 1992년, 불법 밀렵, 광활한 방목, 무계획적인 도로 건설 등으로 인해 위험에 처한 세계유산에 추가되었다. 이후 2005년, 위험에 처한 세계유산 목록에서 제거되었다.

## 같이 보기
- 상가이산